# Hornslet
Hornslet es una localidad de Dinamarca de 5.398 habitantes (2013). Pertenece al municipio de Syddjurs y a la región de Jutlandia Central.
Se localiza en el occidente de la península de Djursland, en el este de Jutlandia, a 5 km al noroeste de la bahía de Kalø, en el Kattegat. Aunque es la segunda mayor localidad de su municipio, en realidad es una ciudad satélite de Aarhus, de la que dista 25 km al noreste. Tiene algunas industrias, en particular de maquinaria y muebles.
La historia de Hornslet comienza por lo menos desde la Edad Media. Su nombre está registrado desde 1310, y significa "lugar de protuberancias como cuernos". Hornslet obtuvo su estación de ferrocarril en 1877, en la línea entre Aarhus y Grenaa. Hornslet comenzó a crecer rápidamente en la década de 1960. En 1970 fue elegida como capital del municipio de Rosenholm, del que fue además su mayor localidad hasta 2007, año en que se incorporó al nuevo municipio de Syddjurs.
Hornslet es conocida principalmente por el castillo de Rosenholm, uno de los mejor conservados y más pintorescos de Dinamarca. Construido en el siglo XVI y principios del XVII en estilo renacentista y con interiores barrocos del siglo XVIII, el castillo es propiedad de la familia noble Rosenkrantz, una de las más destacadas del país.
La iglesia de Hornslet originalmente fue un pequeño templo del siglo XII, pero fue expandido y embellecido en varias ocasiones. Muy ligada al castillo y a los Rosenkrantz, incluye varias tumbas de esta familia que destacan por su decoración. El retablo es un tríptico tardogótico atribuido al artista Claus Berg, de Lübeck.
Hornslet cuenta con escuela primaria, biblioteca, cine, piscina e instalaciones deportivas.